# Xã Clay, Quận Sullivan, Missouri
Xã Clay (tiếng Anh: Clay Township) là một xã thuộc quận Sullivan, tiểu bang Missouri, Hoa Kỳ. Năm 2010, dân số của xã này là 410 người.